# Slavs!
Slavs!: Thinking About the Longstanding Problems of Virtue and Happiness è un'opera teatrale del drammaturgo statunitense Tony Kushner, debuttata a Louisville nel 1994. Il dramma, che si svolge tra il 1985 e il 1992, racconta dello sgretolamento dell'Unione Sovietica e della creazione delle nuove nazioni.

## Trama
L'azione comincia a Mosca nel 1985, quando Michail Gorbačëv sostituì Konstantin Ustinovič Černenko come segretario del partito comunista. 
Katherina, custode degli archivi sovietici, riceve le attenzioni di Popolitipov, l'apparatčik che l'ha assunta, ma lei è già innamorata dell'oncologa Bonfila, discendente di uno dei padri della rivoluzione russa. 
Serge è un bolscevico con una pericolosa ossessione per il futuro, mentre la piccola Vodya sta morendo per le contaminazione di un fiume con scorie radioattive. Vodya appare come una visione nell'allucinazione di un ubriacone e poi nuovamente nel 1992, questa volta in carne ed ossa ma muta. È proprio in Siberia che Katherina e Bonfila discutono dei danni che l'energia nucleare ha arrecato all'umanità. Rodent, un burocrate non molto intelligente, viene mandato in missione nelle campagne russe, dove viene confrontato da Vodya e la moglie.

## Produzioni
La pièce debuttò all'Actors Theatre di Louisville l'8 marzo 1994, con la regia di Lisa Peterson. Il cast era composto da Marisa Tomei (Kathrerina Serafima Gleb),
Mischa Barton (Vodya Domik) e Joseph Wiseman (Prelapsarianov). La pièce fu successivamente portata al New York Theatre Workshop dell'Off Broadway nel 1994.
Nello stesso anno la commedia debuttò a Londra, all'Hampstead Theatre con Imelda Staunton nel ruolo di Bonfila e Paul Jesson.